# Lagoa (Rio de Janeiro)
Cet article concerne le quartier de Rio de Janeiro. Pour l'étendue d'eau, voir Lagoa Rodrigo de Freitas.
Pour les articles homonymes, voir Lagoa.
Lagoa est un quartier riche de la zone sud de la ville de Rio de Janeiro, au Brésil. Il tire son nom du lac Rodrigo de Freitas, localisé dans ce quartier.
Il est situé entre Leblon, Ipanema, Copacabana, le Corcovado et Jardim Botânico.
Le canal du jardim de Alah a été percé vers la mer entre Leblon et Ipanema pour saliniser le lac et éviter la prolifération des moustiques.
Le tunnel Rebouças passe sous la forêt de Tijuca et permet un accès rapide vers la zone nord